# Východočeši
Východočeši (registrováno jako VÝCHODOČEŠI; zkráceně VČ) je české politické hnutí založené roku 2012. Ve volbách do krajských zastupitelstev 2020 kandidovalo v Pardubickém kraji samostatně a ve Královéhradeckém kraji v koalici s ODS a STAN. V Královéhradeckém kraji v rámci koalice vyhrálo volby. V Pardubickém kraji utrpělo porážku s výsledkem 2,41 %. Lídrem pro Pardubický kraj byl František Brendl, v Královéhradeckém kraji byla lídryní Martina Berdychová.
Ve sněmovních volbách v roce 2025 hnutí podpořilo Starosty a nezávislé.

## Volební výsledky

### Poslanecká sněmovna
| Volby | Hlasy  | Hlasy  | Mandáty | Mandáty | Postavení |
| Volby | Abs.   | %      | Abs.    | ±       | Postavení |
| ----- | ------ | ------ | ------- | ------- | --------- |
| 2013  | za ANO | za ANO | 1/200   | ▲1      | Podpora   |

### Zastupitelstva krajů

#### Zastupitelstvo Královéhradeckého kraje
| Volby | Hlasy        | Hlasy        | Mandáty | Mandáty | Pozice | Postavení |
| Volby | Abs.         | %            | Abs.    | ±       | Pozice | Postavení |
| ----- | ------------ | ------------ | ------- | ------- | ------ | --------- |
| 2012  | 12 577       | 7,7          | 4/45    | ▲4      | ▲6.    | Opozice   |
| 2016  | se STAN      | se STAN      | 2/45    | ▼2      | ▼7.    | Koalice   |
| 2020  | s ODS a STAN | s ODS a STAN | 3/45    | ▲1      | ▲6.    | Koalice   |
| 2024  | s ODS a KDU  | s ODS a KDU  | 3/45    | ▬0      | ▲4.    |           |

#### Zastupitelstvo Pardubického kraje
| Volby | Hlasy       | Hlasy       | Mandáty | Mandáty | Pozice | Postavení |
| Volby | Abs.        | %           | Abs.    | ±       | Pozice | Postavení |
| ----- | ----------- | ----------- | ------- | ------- | ------ | --------- |
| 2012  | 4 981       | 3,2         | 0/45    | ▬0      | ▲8.    | –         |
| 2016  | 2 253       | 1,5         | 0/45    | ▬0      | ▼12.   | –         |
| 2020  | 4 014       | 2,4         | 0/45    | ▬0      | ▲10.   | –         |
| 2024  | v rámci 3PK | v rámci 3PK | 1/45    | ▲1      | ▬10.   | Koalice   |